# 西日本JR巴士
西日本JR巴士（日语：西日本ジェイアールバス）是由JR西日本全資持有負責經營巴士業務的公司。總社在大阪府大阪市此花區北港一丁目3番23號。營業區域為島根縣、岡山縣、廣島縣、山口縣以外的JR西日本轄區。

## 历史
- 1986年12月4日　日本國有鐵道改革法施行。旅客自動車運送事業由各旅客會社繼承、原則上是獨立經營。
- 1987年4月1日　國鐵分割民營化、JR西日本成立。
- 1988年3月1日　西日本JR巴士株式會社成立。
- 1988年4月1日 營業開始。
- 1996年2月　神戶貸切中心開設。
- 1998年2月1日　大阪營業所貸切部門分裂、大阪貸切中心與統合京橋營業所開設(舊片町站位置)。
- 1998年3月1日　神戶營業所開設。
- 2001年11月30日　廢除龜山貸切巴士中心。
- 2002年2月4日　廢除京橋營業所。轉移至本社・大阪高速管理所、舊大阪高速管理所成為大阪高速管理所豊崎支所。
- 2002年3月31日　廢除金澤營業所穴水支所・金澤營業所能登飯田・福光派出所・近江今津營業所敦賀・小濱支所・紀伊田邊營業所新宮派出所・木之本貸切巴士中心。
- 2002年9月30日　廢除五條營業所・信樂派出所。
- 2003年2月5日 大阪～高松・丸龜線(高松Express大阪號)Point Card Service開始。
- 2003年3月28日　廢除加茂營業所。
- 2003年12月1日　大阪高速管理所豊崎支所改名大阪北營業所。
- 2005年3月31日　廢除水口營業所。
- 2005年6月13日　開設金澤營業所美山派出所。
- 2006年9月30日 大阪～高松・丸龜線(高松Express大阪號)Point Card Service結束。

## 車輛

### 車輛稱號

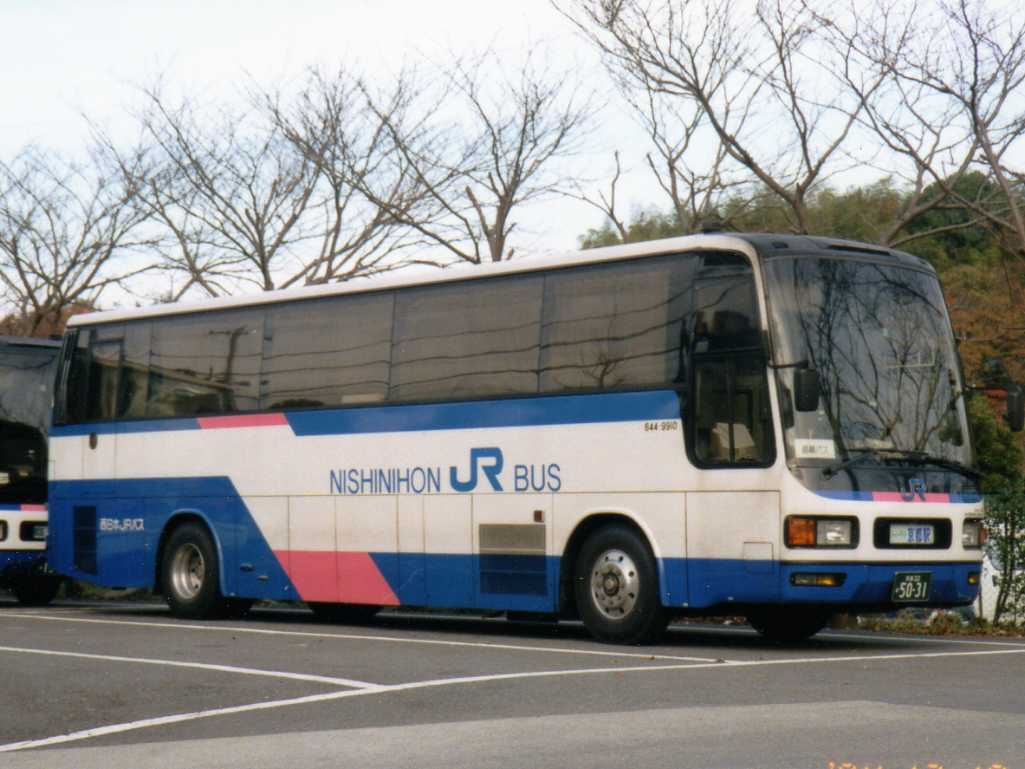
三菱扶桑AeroQueen

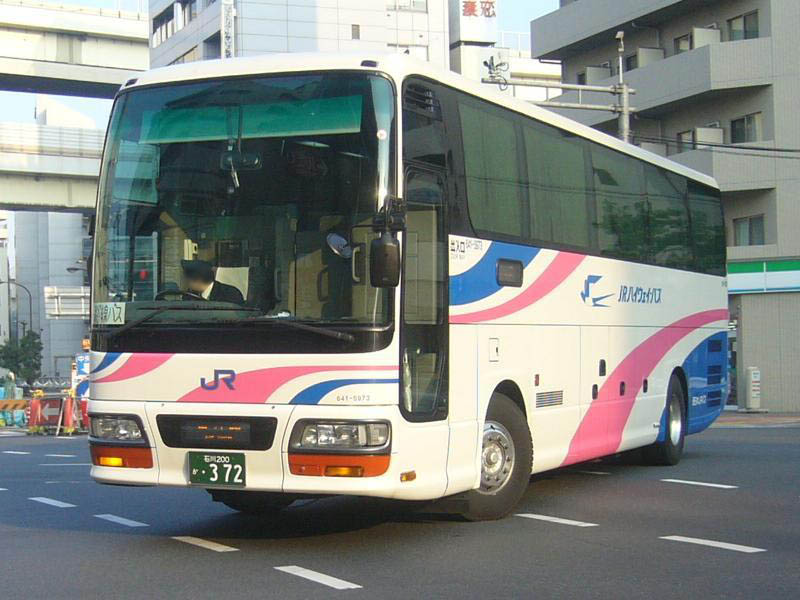
五十鈴Gala

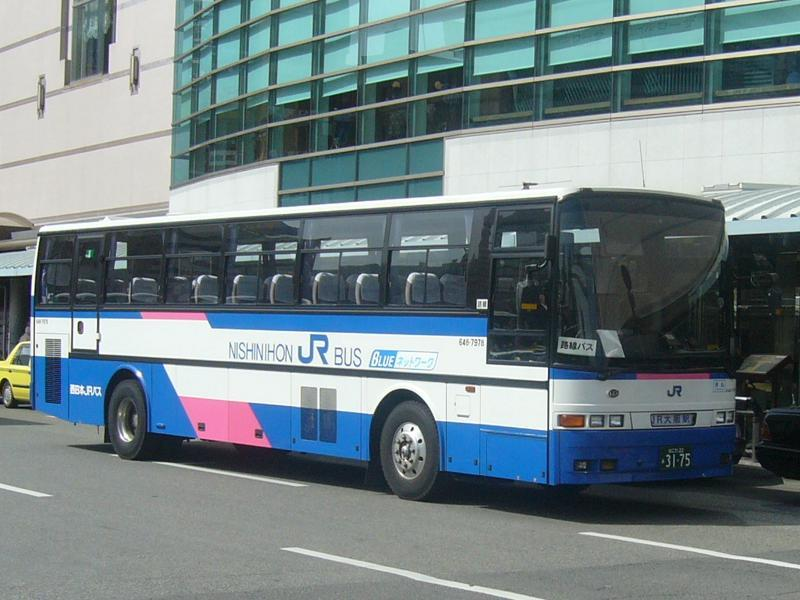
日產柴油EuroTour

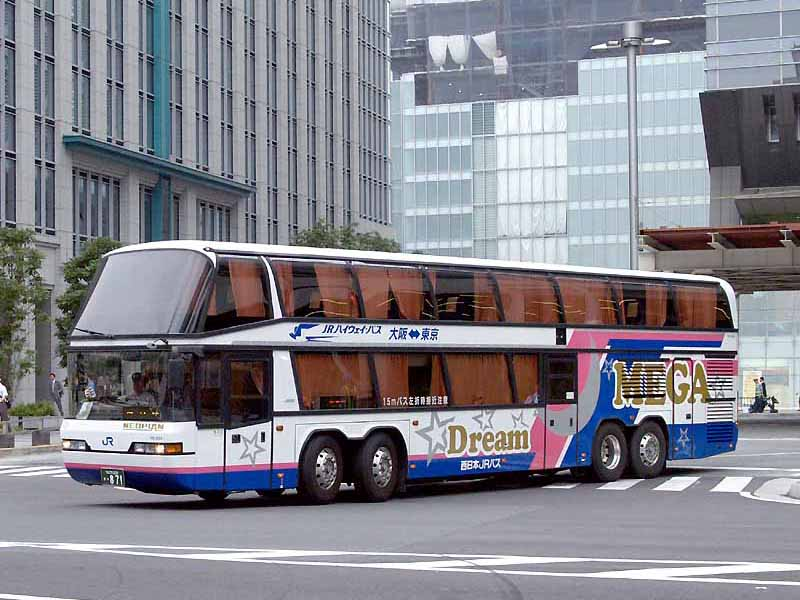
Neoplan Megaliner

基本的上依據國鐵巴士#車輛稱號來編排。
| 7    | 4    | 8      | - | 9    | 9    | 85       |
| ---- | ---- | ------ | - | ---- | ---- | -------- |
| 車種 | 形狀 | 製造廠 |   | 年式 | 装備 | 固有編號 |

- 車種
1…車體宽2300mm以下 全長未滿7000mm(Micro巴士)
2…車體宽2300mm以下 全長7000mm以上8400mm未滿(中型巴士)
3…車體宽2300mm以下 全長8400mm以上9000mm未滿(中型巴士)
4…車體宽超過2300mm 全長9000mm以上10000mm未滿(大型系)
5…全長10000mm以上(大型巴士)
6…觀光・高速
7…高速(雙層)
- 形狀
1…横向座席
2…混合(半數以上前向)
3…前向座席
4…躺椅
- 製造廠
1…五十鈴
4…三菱扶桑
7…日野
8…日產柴油
9…外車
- 年式
  - 西暦下1桁
- 裝備
4…冷氣・板式
9…冷氣・氣墊
- 固有編號
  - 前5桁連號
  - 01～49與71～99為主要路線車・51～69為貸切車

依據上記的法則、「748-9985」是「有躺椅装備的雙層高速車，由日産DIESEL製、製造年為xxx9年、有冷氣・氣墊設備的車輛」，為第85號車。

## 關連會社
- 西日本旅客鐵道
- 中國JR巴士

## 外部連結
- 西日本JR巴士 （页面存档备份，存于）